# Lista över fornlämningar i Götene kommun
Lista över fornlämningar i Götene kommun är en förteckning av ett urval av de fornlämningar som finns i Götene kommun.

## Broby
| Namn      | Lämningstyp  | Tillkomsttid | Historisk indelning  | Plats | Läge                 | ID-nr          | Bild                                 |
| --------- | ------------ | ------------ | -------------------- | ----- | -------------------- | -------------- | ------------------------------------ |
| Broby 1:1 | Hällristning |              | Broby, Västergötland |       | 58.490019, 13.360252 | 10186500010001 | Ladda upp en bild av detta fornminne |
| Broby 5:1 | Stensättning |              | Broby, Västergötland |       | 58.496180, 13.343813 | 10186500050001 | Ladda upp en bild av detta fornminne |
| Broby 5:2 | Hällristning |              | Broby, Västergötland |       | 58.496099, 13.343893 | 10186500050002 | Ladda upp en bild av detta fornminne |
| Broby 5:3 | Hällristning |              | Broby, Västergötland |       | 58.496099, 13.343893 | 10186500050003 | Ladda upp en bild av detta fornminne |
| Broby 9:1 | Hällristning |              | Broby, Västergötland |       | 58.495360, 13.340305 | 10186500090001 | Ladda upp en bild av detta fornminne |
| Broby 9:2 | Hällristning |              | Broby, Västergötland |       | 58.495322, 13.340390 | 10186500090002 | Ladda upp en bild av detta fornminne |
| Broby 9:3 | Hällristning |              | Broby, Västergötland |       | 58.495417, 13.340391 | 10186500090003 | Ladda upp en bild av detta fornminne |

## Forshem
| Namn                      | Lämningstyp                 | Tillkomsttid | Historisk indelning    | Plats | Läge                 | ID-nr          | Bild                                      |
| ------------------------- | --------------------------- | ------------ | ---------------------- | ----- | -------------------- | -------------- | ----------------------------------------- |
| Forshem 4:1               | Stensättning                |              | Forshem, Västergötland |       | 58.640343, 13.580260 | 10189400040001 | Ladda upp en till bild av detta fornminne |
| Forshem 4:2               | Hög                         |              | Forshem, Västergötland |       | 58.640371, 13.580607 | 10189400040002 | Ladda upp en till bild av detta fornminne |
| Aranäs (Forshem 9:1)      | Borg                        |              | Forshem, Västergötland |       | 58.674970, 13.587586 | 10189400090001 | Ladda upp en till bild av detta fornminne |
| Forshem 13:1              | Stensättning                |              | Forshem, Västergötland |       | 58.659356, 13.592988 | 10189400130001 | Ladda upp en bild av detta fornminne      |
| Forshem 13:2              | Stensättning                |              | Forshem, Västergötland |       | 58.659392, 13.592845 | 10189400130002 | Ladda upp en bild av detta fornminne      |
| Forshem 13:3              | Stensättning                |              | Forshem, Västergötland |       | 58.659419, 13.592569 | 10189400130003 | Ladda upp en bild av detta fornminne      |
| Forshem 13:4              | Stensättning                |              | Forshem, Västergötland |       | 58.659320, 13.593152 | 10189400130004 | Ladda upp en bild av detta fornminne      |
| Forshem 14:1              | Stensättning                |              | Forshem, Västergötland |       | 58.661068, 13.595541 | 10189400140001 | Ladda upp en bild av detta fornminne      |
| Forshem 23:1              | Stensättning                |              | Forshem, Västergötland |       | 58.646577, 13.518402 | 10189400230001 | Ladda upp en till bild av detta fornminne |
| Forshem 23:2              | Hög                         |              | Forshem, Västergötland |       | 58.646512, 13.518771 | 10189400230002 | Ladda upp en till bild av detta fornminne |
| Högabacken (Forshem 27:1) | Gravfält                    |              | Forshem, Västergötland |       | 58.611639, 13.482973 | 10189400270001 | Ladda upp en bild av detta fornminne      |
| Forshem 30:1              | Grav markerad av sten/block |              | Forshem, Västergötland |       | 58.622236, 13.502943 | 10189400300001 | Ladda upp en bild av detta fornminne      |
| "Sannerör" (Forshem 33:1) | Röse                        |              | Forshem, Västergötland |       | 58.652926, 13.548607 | 10189400330001 | Ladda upp en till bild av detta fornminne |
| Forshem 35:1              | Stensättning                |              | Forshem, Västergötland |       | 58.605822, 13.484172 | 10189400350001 | Ladda upp en bild av detta fornminne      |
| Forshem 36:1              | Hög                         |              | Forshem, Västergötland |       | 58.604792, 13.482317 | 10189400360001 | Ladda upp en bild av detta fornminne      |
| Forshem 41:1              | Stensättning                |              | Forshem, Västergötland |       | 58.671938, 13.530181 | 10189400410001 | Ladda upp en bild av detta fornminne      |
| Forshem 49:1              | Fångstgrop                  |              | Forshem, Västergötland |       | 58.648446, 13.513547 | 10189400490001 | Ladda upp en till bild av detta fornminne |

## Fullösa
| Namn         | Lämningstyp                 | Tillkomsttid | Historisk indelning    | Plats | Läge                 | ID-nr          | Bild                                 |
| ------------ | --------------------------- | ------------ | ---------------------- | ----- | -------------------- | -------------- | ------------------------------------ |
| Fullösa 4:1  | Stenkrets                   |              | Fullösa, Västergötland |       | 58.593974, 13.494411 | 10190200040001 | Ladda upp en bild av detta fornminne |
| Fullösa 5:1  | Grav markerad av sten/block |              | Fullösa, Västergötland |       | 58.590809, 13.476387 | 10190200050001 | Ladda upp en bild av detta fornminne |
| Fullösa 5:2  | Grav markerad av sten/block |              | Fullösa, Västergötland |       | 58.590673, 13.476150 | 10190200050002 | Ladda upp en bild av detta fornminne |
| Fullösa 6:1  | Stensättning                |              | Fullösa, Västergötland |       | 58.582930, 13.481706 | 10190200060001 | Ladda upp en bild av detta fornminne |
| Fullösa 6:2  | Stensättning                |              | Fullösa, Västergötland |       | 58.583113, 13.481695 | 10190200060002 | Ladda upp en bild av detta fornminne |
| Fullösa 7:1  | Stensättning                |              | Fullösa, Västergötland |       | 58.583766, 13.477797 | 10190200070001 | Ladda upp en bild av detta fornminne |
| Fullösa 7:2  | Stensättning                |              | Fullösa, Västergötland |       | 58.583496, 13.477826 | 10190200070002 | Ladda upp en bild av detta fornminne |
| Fullösa 10:1 | Stensättning                |              | Fullösa, Västergötland |       | 58.583475, 13.475729 | 10190200100001 | Ladda upp en bild av detta fornminne |
| Fullösa 11:1 | Stensättning                |              | Fullösa, Västergötland |       | 58.584833, 13.468955 | 10190200110001 | Ladda upp en bild av detta fornminne |
| Fullösa 13:1 | Stenkrets                   |              | Fullösa, Västergötland |       | 58.585493, 13.465177 | 10190200130001 | Ladda upp en bild av detta fornminne |
| Fullösa 14:1 | Stensättning                |              | Fullösa, Västergötland |       | 58.590012, 13.458471 | 10190200140001 | Ladda upp en bild av detta fornminne |
| Fullösa 14:2 | Stensättning                |              | Fullösa, Västergötland |       | 58.590316, 13.458657 | 10190200140002 | Ladda upp en bild av detta fornminne |
| Fullösa 17:1 | Gravfält                    |              | Fullösa, Västergötland |       | 58.570803, 13.487001 | 10190200170001 | Ladda upp en bild av detta fornminne |
| Fullösa 19:1 | Stenkrets                   |              | Fullösa, Västergötland |       | 58.567673, 13.484658 | 10190200190001 | Ladda upp en bild av detta fornminne |
| Fullösa 22:1 | Kyrka/kapell                |              | Fullösa, Västergötland |       | 58.575503, 13.493953 | 10190200220001 | Ladda upp en bild av detta fornminne |
| Fullösa 23:1 | Stensättning                |              | Fullösa, Västergötland |       | 58.573727, 13.503940 | 10190200230001 | Ladda upp en bild av detta fornminne |

## Götene
| Namn             | Lämningstyp                 | Tillkomsttid | Historisk indelning   | Plats | Läge                 | ID-nr          | Bild                                 |
| ---------------- | --------------------------- | ------------ | --------------------- | ----- | -------------------- | -------------- | ------------------------------------ |
| Götene 2:1       | Stensättning                |              | Götene, Västergötland |       | 58.540791, 13.512190 | 10191500020001 | Ladda upp en bild av detta fornminne |
| Götene 4:1       | Stensättning                |              | Götene, Västergötland |       | 58.535760, 13.515745 | 10191500040001 | Ladda upp en bild av detta fornminne |
| Götene 4:2       | Stensättning                |              | Götene, Västergötland |       | 58.535755, 13.516021 | 10191500040002 | Ladda upp en bild av detta fornminne |
| Götene 5:1       | Stensättning                |              | Götene, Västergötland |       | 58.537373, 13.510477 | 10191500050001 | Ladda upp en bild av detta fornminne |
| Götene 7:1       | Gravfält                    |              | Götene, Västergötland |       | 58.533080, 13.507653 | 10191500070001 | Ladda upp en bild av detta fornminne |
| Götene 8:1       | Hög                         |              | Götene, Västergötland |       | 58.532872, 13.508991 | 10191500080001 | Ladda upp en bild av detta fornminne |
| Götene 8:2       | Hög                         |              | Götene, Västergötland |       | 58.532950, 13.508815 | 10191500080002 | Ladda upp en bild av detta fornminne |
| Götene 8:3       | Stensättning                |              | Götene, Västergötland |       | 58.532775, 13.509082 | 10191500080003 | Ladda upp en bild av detta fornminne |
| Götene 9:1       | Grav markerad av sten/block |              | Götene, Västergötland |       | 58.532273, 13.510447 | 10191500090001 | Ladda upp en bild av detta fornminne |
| Götene 10:1      | Stenkrets                   |              | Götene, Västergötland |       | 58.531915, 13.514311 | 10191500100001 | Ladda upp en bild av detta fornminne |
| Götene 11:1      | Stensättning                |              | Götene, Västergötland |       | 58.532176, 13.515603 | 10191500110001 | Ladda upp en bild av detta fornminne |
| Götene 11:2      | Stensättning                |              | Götene, Västergötland |       | 58.532268, 13.515753 | 10191500110002 | Ladda upp en bild av detta fornminne |
| Götene 14:1      | Stenkrets                   |              | Götene, Västergötland |       | 58.533298, 13.495404 | 10191500140001 | Ladda upp en bild av detta fornminne |
| Götene 14:2      | Stenkrets                   |              | Götene, Västergötland |       | 58.533240, 13.495115 | 10191500140002 | Ladda upp en bild av detta fornminne |
| Götene 16:1      | Stenkrets                   |              | Götene, Västergötland |       | 58.527663, 13.527022 | 10191500160001 | Ladda upp en bild av detta fornminne |
| Götene 17:1      | Stensättning                |              | Götene, Västergötland |       | 58.521733, 13.515520 | 10191500170001 | Ladda upp en bild av detta fornminne |
| Götene 18:1      | Stensättning                |              | Götene, Västergötland |       | 58.522364, 13.517599 | 10191500180001 | Ladda upp en bild av detta fornminne |
| Götene 20:1      | Stensättning                |              | Götene, Västergötland |       | 58.521288, 13.528520 | 10191500200001 | Ladda upp en bild av detta fornminne |
| Götene 20:2      | Stenkrets                   |              | Götene, Västergötland |       | 58.521175, 13.528199 | 10191500200002 | Ladda upp en bild av detta fornminne |
| Götene 21:1      | Stensättning                |              | Götene, Västergötland |       | 58.522270, 13.529010 | 10191500210001 | Ladda upp en bild av detta fornminne |
| Götene 21:2      | Stensättning                |              | Götene, Västergötland |       | 58.522234, 13.528360 | 10191500210002 | Ladda upp en bild av detta fornminne |
| Götene 22:1      | Grav markerad av sten/block |              | Götene, Västergötland |       | 58.520892, 13.526583 | 10191500220001 | Ladda upp en bild av detta fornminne |
| Götene 22:2      | Stenkrets                   |              | Götene, Västergötland |       | 58.520750, 13.526676 | 10191500220002 | Ladda upp en bild av detta fornminne |
| Götene 22:3      | Stenkrets                   |              | Götene, Västergötland |       | 58.520632, 13.525944 | 10191500220003 | Ladda upp en bild av detta fornminne |
| Götene 22:4      | Stenkrets                   |              | Götene, Västergötland |       | 58.520728, 13.525768 | 10191500220004 | Ladda upp en bild av detta fornminne |
| Götene 26:1      | Grav markerad av sten/block |              | Götene, Västergötland |       | 58.537129, 13.493316 | 10191500260001 | Ladda upp en bild av detta fornminne |
| Götene 28:1      | Stensättning                |              | Götene, Västergötland |       | 58.517664, 13.542881 | 10191500280001 | Ladda upp en bild av detta fornminne |
| Götene 32:1      | Stenkrets                   |              | Götene, Västergötland |       | 58.539231, 13.482135 | 10191500320001 | Ladda upp en bild av detta fornminne |
| Götene 33:1      | Stensättning                |              | Götene, Västergötland |       | 58.538408, 13.484496 | 10191500330001 | Ladda upp en bild av detta fornminne |
| Götene 33:2      | Stensättning                |              | Götene, Västergötland |       | 58.538444, 13.484012 | 10191500330002 | Ladda upp en bild av detta fornminne |
| Götene 35:1      | Hällristning                |              | Götene, Västergötland |       | 58.526033, 13.486185 | 10191500350001 | Ladda upp en bild av detta fornminne |
| Götene 35:2      | Hällristning                |              | Götene, Västergötland |       | 58.526033, 13.486185 | 10191500350002 | Ladda upp en bild av detta fornminne |
| Götene 35:3      | Hällristning                |              | Götene, Västergötland |       | 58.526033, 13.486185 | 10191500350003 | Ladda upp en bild av detta fornminne |
| Götene 36:1      | Hällristning                |              | Götene, Västergötland |       | 58.530947, 13.486766 | 10191500360001 | Ladda upp en bild av detta fornminne |
| Götene 36:2      | Hällristning                |              | Götene, Västergötland |       | 58.530947, 13.486766 | 10191500360002 | Ladda upp en bild av detta fornminne |
| Götene 40:1      | Hällristning                |              | Götene, Västergötland |       | 58.533412, 13.506576 | 10191500400001 | Ladda upp en bild av detta fornminne |
| Götene 41:1      | Hällristning                |              | Götene, Västergötland |       | 58.535534, 13.507429 | 10191500410001 | Ladda upp en bild av detta fornminne |
| Götene 45:1      | Hällristning                |              | Götene, Västergötland |       | 58.527563, 13.508165 | 10191500450001 | Ladda upp en bild av detta fornminne |
| Götene 45:2      | Hällristning                |              | Götene, Västergötland |       | 58.527594, 13.507786 | 10191500450002 | Ladda upp en bild av detta fornminne |
| Götene 45:3      | Hällristning                |              | Götene, Västergötland |       | 58.527344, 13.507607 | 10191500450003 | Ladda upp en bild av detta fornminne |
| Götene 46:1      | Hällristning                |              | Götene, Västergötland |       | 58.538650, 13.477613 | 10191500460001 | Ladda upp en bild av detta fornminne |
| Götene 46:2      | Hällristning                |              | Götene, Västergötland |       | 58.538650, 13.477613 | 10191500460002 | Ladda upp en bild av detta fornminne |
| Götene 46:3      | Hällristning                |              | Götene, Västergötland |       | 58.538650, 13.477613 | 10191500460003 | Ladda upp en bild av detta fornminne |
| Götene 46:4      | Hällristning                |              | Götene, Västergötland |       | 58.538650, 13.477613 | 10191500460004 | Ladda upp en bild av detta fornminne |
| Götene 46:5      | Hällristning                |              | Götene, Västergötland |       | 58.538650, 13.477613 | 10191500460005 | Ladda upp en bild av detta fornminne |
| Götene 47:1      | Stensättning                |              | Götene, Västergötland |       | 58.538742, 13.479041 | 10191500470001 | Ladda upp en bild av detta fornminne |
| Götene 48:2      | Stensättning                |              | Götene, Västergötland |       | 58.538768, 13.480135 | 10191500480002 | Ladda upp en bild av detta fornminne |
| Götene 49:1      | Hällristning                |              | Götene, Västergötland |       | 58.523052, 13.506812 | 10191500490001 | Ladda upp en bild av detta fornminne |
| Götene 49:2      | Hällristning                |              | Götene, Västergötland |       | 58.523052, 13.506812 | 10191500490002 | Ladda upp en bild av detta fornminne |
| Götene 49:3      | Hällristning                |              | Götene, Västergötland |       | 58.523052, 13.506812 | 10191500490003 | Ladda upp en bild av detta fornminne |
| Götene 49:4      | Hällristning                |              | Götene, Västergötland |       | 58.523052, 13.506812 | 10191500490004 | Ladda upp en bild av detta fornminne |
| Vättlösa 23:2    | Stenkrets                   |              | Götene, Västergötland |       | 58.519870, 13.522224 | 10210100230002 | Ladda upp en bild av detta fornminne |
| Kinne-Vedum 34:1 | Gravfält                    |              | Götene, Västergötland |       | 58.541205, 13.516460 | 10195500340001 | Ladda upp en bild av detta fornminne |

## Hangelösa
| Namn          | Lämningstyp | Tillkomsttid | Historisk indelning      | Plats | Läge                 | ID-nr          | Bild                                 |
| ------------- | ----------- | ------------ | ------------------------ | ----- | -------------------- | -------------- | ------------------------------------ |
| Hangelösa 3:1 | Hög         |              | Hangelösa, Västergötland |       | 58.480394, 13.335597 | 10192100030001 | Ladda upp en bild av detta fornminne |

## Holmestad
| Namn                        | Lämningstyp                 | Tillkomsttid | Historisk indelning      | Plats | Läge                 | ID-nr          | Bild                                 |
| --------------------------- | --------------------------- | ------------ | ------------------------ | ----- | -------------------- | -------------- | ------------------------------------ |
| Holmestad 4:1               | Gravfält                    |              | Holmestad, Västergötland |       | 58.553368, 13.563497 | 10192600040001 | Ladda upp en bild av detta fornminne |
| Domaresätet (Holmestad 5:1) | Gravfält                    |              | Holmestad, Västergötland |       | 58.551752, 13.569229 | 10192600050001 | Ladda upp en bild av detta fornminne |
| Holmestad 6:1               | Gravfält                    |              | Holmestad, Västergötland |       | 58.543331, 13.570024 | 10192600060001 | Ladda upp en bild av detta fornminne |
| Holmestad 10:1              | Stensättning                |              | Holmestad, Västergötland |       | 58.545455, 13.562038 | 10192600100001 | Ladda upp en bild av detta fornminne |
| Holmestad 10:2              | Stensättning                |              | Holmestad, Västergötland |       | 58.545561, 13.562530 | 10192600100002 | Ladda upp en bild av detta fornminne |
| Holmestad 11:1              | Stensättning                |              | Holmestad, Västergötland |       | 58.546741, 13.560221 | 10192600110001 | Ladda upp en bild av detta fornminne |
| Holmestad 11:2              | Grav markerad av sten/block |              | Holmestad, Västergötland |       | 58.546915, 13.560453 | 10192600110002 | Ladda upp en bild av detta fornminne |
| Holmestad 11:3              | Stensättning                |              | Holmestad, Västergötland |       | 58.546676, 13.560053 | 10192600110003 | Ladda upp en bild av detta fornminne |
| Holmestad 11:4              | Stensättning                |              | Holmestad, Västergötland |       | 58.546526, 13.559648 | 10192600110004 | Ladda upp en bild av detta fornminne |
| Holmestad 12:1              | Grav markerad av sten/block |              | Holmestad, Västergötland |       | 58.547718, 13.563367 | 10192600120001 | Ladda upp en bild av detta fornminne |
| Holmestad 13:1              | Stenkrets                   |              | Holmestad, Västergötland |       | 58.542753, 13.558789 | 10192600130001 | Ladda upp en bild av detta fornminne |
| Holmestad 13:2              | Stensättning                |              | Holmestad, Västergötland |       | 58.542606, 13.558573 | 10192600130002 | Ladda upp en bild av detta fornminne |
| Holmestad 13:3              | Stensättning                |              | Holmestad, Västergötland |       | 58.542386, 13.558206 | 10192600130003 | Ladda upp en bild av detta fornminne |
| Holmestad 13:4              | Stensättning                |              | Holmestad, Västergötland |       | 58.542442, 13.558358 | 10192600130004 | Ladda upp en bild av detta fornminne |
| Holmestad 14:1              | Stensättning                |              | Holmestad, Västergötland |       | 58.539359, 13.545168 | 10192600140001 | Ladda upp en bild av detta fornminne |
| Holmestad 15:1              | Hög                         |              | Holmestad, Västergötland |       | 58.543215, 13.549319 | 10192600150001 | Ladda upp en bild av detta fornminne |
| Holmestad 15:2              | Hög                         |              | Holmestad, Västergötland |       | 58.543273, 13.548990 | 10192600150002 | Ladda upp en bild av detta fornminne |
| Holmestad 15:3              | Hög                         |              | Holmestad, Västergötland |       | 58.543329, 13.548489 | 10192600150003 | Ladda upp en bild av detta fornminne |
| Holmestad 16:1              | Stensättning                |              | Holmestad, Västergötland |       | 58.543695, 13.550944 | 10192600160001 | Ladda upp en bild av detta fornminne |
| Holmestad 18:1              | Gravfält                    |              | Holmestad, Västergötland |       | 58.534902, 13.571059 | 10192600180001 | Ladda upp en bild av detta fornminne |
| Holmestad 50:1              | Grav markerad av sten/block |              | Holmestad, Västergötland |       | 58.544984, 13.565015 | 10192600500001 | Ladda upp en bild av detta fornminne |
| Holmestad 52:1              | Röse                        |              | Holmestad, Västergötland |       | 58.538498, 13.548458 | 10192600520001 | Ladda upp en bild av detta fornminne |
| Holmestad 73:1              | Stensättning                |              | Holmestad, Västergötland |       | 58.534585, 13.554390 | 10192600730001 | Ladda upp en bild av detta fornminne |
| Holmestad 74:1              | Stenkrets                   |              | Holmestad, Västergötland |       | 58.534664, 13.556206 | 10192600740001 | Ladda upp en bild av detta fornminne |
| Holmestad 74:2              | Stenkrets                   |              | Holmestad, Västergötland |       | 58.534561, 13.555868 | 10192600740002 | Ladda upp en bild av detta fornminne |
| Holmestad 74:3              | Stensättning                |              | Holmestad, Västergötland |       | 58.534582, 13.556090 | 10192600740003 | Ladda upp en bild av detta fornminne |
| Holmestad 74:4              | Stensättning                |              | Holmestad, Västergötland |       | 58.534639, 13.555658 | 10192600740004 | Ladda upp en bild av detta fornminne |

## Husaby
| Namn                        | Lämningstyp                 | Tillkomsttid | Historisk indelning   | Plats | Läge                 | ID-nr          | Bild                                      |
| --------------------------- | --------------------------- | ------------ | --------------------- | ----- | -------------------- | -------------- | ----------------------------------------- |
| Husaby 1:1                  | Stensättning                |              | Husaby, Västergötland |       | 58.527526, 13.378258 | 10193100010001 | Ladda upp en bild av detta fornminne      |
| Husaby 2:1                  | Gravfält                    |              | Husaby, Västergötland |       | 58.526936, 13.367093 | 10193100020001 | Ladda upp en bild av detta fornminne      |
| Husaby 7:1                  | Hög                         |              | Husaby, Västergötland |       | 58.519562, 13.369177 | 10193100070001 | Ladda upp en bild av detta fornminne      |
| Husaby 7:2                  | Hög                         |              | Husaby, Västergötland |       | 58.519904, 13.369172 | 10193100070002 | Ladda upp en bild av detta fornminne      |
| Husaby 8:1                  | Hög                         |              | Husaby, Västergötland |       | 58.520880, 13.367974 | 10193100080001 | Ladda upp en bild av detta fornminne      |
| Husaby 12:1                 | Stensättning                |              | Husaby, Västergötland |       | 58.512302, 13.377362 | 10193100120001 | Ladda upp en bild av detta fornminne      |
| Husaby 12:2                 | Stensättning                |              | Husaby, Västergötland |       | 58.512302, 13.377362 | 10193100120002 | Ladda upp en bild av detta fornminne      |
| Husaby 14:1                 | Stenkrets                   |              | Husaby, Västergötland |       | 58.510239, 13.364482 | 10193100140001 | Ladda upp en bild av detta fornminne      |
| Husaby 15:1                 | Stensättning                |              | Husaby, Västergötland |       | 58.505073, 13.380431 | 10193100150001 | Ladda upp en bild av detta fornminne      |
| Husaby 15:2                 | Stensättning                |              | Husaby, Västergötland |       | 58.505147, 13.380217 | 10193100150002 | Ladda upp en bild av detta fornminne      |
| Husaby 16:1                 | Hällristning                |              | Husaby, Västergötland |       | 58.504183, 13.375255 | 10193100160001 | Ladda upp en bild av detta fornminne      |
| Klosterbacken (Husaby 18:1) | Borg                        |              | Husaby, Västergötland |       | 58.525284, 13.373895 | 10193100180001 | Ladda upp en till bild av detta fornminne |
| Husaby 19:1                 | Runristning                 |              | Husaby, Västergötland |       | 58.524798, 13.379237 | 10193100190001 | Ladda upp en till bild av detta fornminne |
| Husaby 22:1                 | Hög                         |              | Husaby, Västergötland |       | 58.527902, 13.386216 | 10193100220001 | Ladda upp en bild av detta fornminne      |
| Husaby 22:2                 | Stensättning                |              | Husaby, Västergötland |       | 58.527903, 13.386723 | 10193100220002 | Ladda upp en bild av detta fornminne      |
| Husaby 24:1                 | Minnesmärke                 |              | Husaby, Västergötland |       | 58.526494, 13.382753 | 10193100240001 | Ladda upp en bild av detta fornminne      |
| Husaby 26:1                 | Stensättning                |              | Husaby, Västergötland |       | 58.532540, 13.398252 | 10193100260001 | Ladda upp en bild av detta fornminne      |
| Husaby 27:1                 | Stensättning                |              | Husaby, Västergötland |       | 58.530974, 13.398216 | 10193100270001 | Ladda upp en bild av detta fornminne      |
| Husaby 28:1                 | Stensättning                |              | Husaby, Västergötland |       | 58.533179, 13.398591 | 10193100280001 | Ladda upp en bild av detta fornminne      |
| Husaby 29:1                 | Stensättning                |              | Husaby, Västergötland |       | 58.535427, 13.398367 | 10193100290001 | Ladda upp en bild av detta fornminne      |
| Husaby 29:2                 | Stensättning                |              | Husaby, Västergötland |       | 58.535352, 13.398841 | 10193100290002 | Ladda upp en bild av detta fornminne      |
| Husaby 30:1                 | Stensättning                |              | Husaby, Västergötland |       | 58.534512, 13.396067 | 10193100300001 | Ladda upp en bild av detta fornminne      |
| Husaby 30:2                 | Hällristning                |              | Husaby, Västergötland |       | 58.534462, 13.396367 | 10193100300002 | Ladda upp en bild av detta fornminne      |
| Husaby 30:3                 | Hällristning                |              | Husaby, Västergötland |       | 58.534462, 13.396367 | 10193100300003 | Ladda upp en bild av detta fornminne      |
| Husaby 31:1                 | Stensättning                |              | Husaby, Västergötland |       | 58.533849, 13.395194 | 10193100310001 | Ladda upp en bild av detta fornminne      |
| Husaby 34:1                 | Stensättning                |              | Husaby, Västergötland |       | 58.516408, 13.364047 | 10193100340001 | Ladda upp en bild av detta fornminne      |
| Husaby 41:1                 | Stensättning                |              | Husaby, Västergötland |       | 58.546991, 13.374717 | 10193100410001 | Ladda upp en bild av detta fornminne      |
| Husaby 42:1                 | Hög                         |              | Husaby, Västergötland |       | 58.542927, 13.374839 | 10193100420001 | Ladda upp en bild av detta fornminne      |
| Husaby 42:2                 | Stensättning                |              | Husaby, Västergötland |       | 58.542813, 13.374379 | 10193100420002 | Ladda upp en bild av detta fornminne      |
| Husaby 43:1                 | Hällristning                |              | Husaby, Västergötland |       | 58.537519, 13.392774 | 10193100430001 | Ladda upp en bild av detta fornminne      |
| Husaby 44:1                 | Runristning                 |              | Husaby, Västergötland |       | 58.525242, 13.379653 | 10193100440001 | Ladda upp en bild av detta fornminne      |
| Husaby 45:1                 | Runristning                 |              | Husaby, Västergötland |       | 58.525253, 13.379714 | 10193100450001 | Ladda upp en till bild av detta fornminne |
| Husaby 47:1                 | Gravfält                    |              | Husaby, Västergötland |       | 58.537396, 13.382162 | 10193100470001 | Ladda upp en bild av detta fornminne      |
| Husaby 48:1                 | Stensättning                |              | Husaby, Västergötland |       | 58.537068, 13.394579 | 10193100480001 | Ladda upp en bild av detta fornminne      |
| Husaby 52:101               | Gravfält                    |              | Husaby, Västergötland |       | 58.527729, 13.403689 | 10193100520101 | Ladda upp en bild av detta fornminne      |
| Husaby 52:201               | Stensättning                |              | Husaby, Västergötland |       | 58.528166, 13.404466 | 10193100520201 | Ladda upp en bild av detta fornminne      |
| Husaby 52:301               | Stensättning                |              | Husaby, Västergötland |       | 58.528391, 13.403942 | 10193100520301 | Ladda upp en bild av detta fornminne      |
| Husaby 53:1                 | Stensättning                |              | Husaby, Västergötland |       | 58.527055, 13.413690 | 10193100530001 | Ladda upp en bild av detta fornminne      |
| Husaby 53:3                 | Stensättning                |              | Husaby, Västergötland |       | 58.526452, 13.413949 | 10193100530003 | Ladda upp en bild av detta fornminne      |
| Husaby 54:1                 | Stensättning                |              | Husaby, Västergötland |       | 58.521822, 13.416752 | 10193100540001 | Ladda upp en bild av detta fornminne      |
| Husaby 54:2                 | Stensättning                |              | Husaby, Västergötland |       | 58.521656, 13.416487 | 10193100540002 | Ladda upp en bild av detta fornminne      |
| Husaby 55:1                 | Gravfält                    |              | Husaby, Västergötland |       | 58.524913, 13.410786 | 10193100550001 | Ladda upp en bild av detta fornminne      |
| Husaby 56:1                 | Stensättning                |              | Husaby, Västergötland |       | 58.525522, 13.409622 | 10193100560001 | Ladda upp en bild av detta fornminne      |
| Husaby 59:1                 | Stensättning                |              | Husaby, Västergötland |       | 58.513929, 13.404033 | 10193100590001 | Ladda upp en bild av detta fornminne      |
| Husaby 59:2                 | Stensättning                |              | Husaby, Västergötland |       | 58.513941, 13.403651 | 10193100590002 | Ladda upp en bild av detta fornminne      |
| Husaby 59:3                 | Stensättning                |              | Husaby, Västergötland |       | 58.513821, 13.403767 | 10193100590003 | Ladda upp en bild av detta fornminne      |
| Husaby 63:1                 | Stensättning                |              | Husaby, Västergötland |       | 58.534770, 13.403746 | 10193100630001 | Ladda upp en bild av detta fornminne      |
| Husaby 63:2                 | Stensättning                |              | Husaby, Västergötland |       | 58.534770, 13.404406 | 10193100630002 | Ladda upp en bild av detta fornminne      |
| Husaby 64:1                 | Stensättning                |              | Husaby, Västergötland |       | 58.532909, 13.414818 | 10193100640001 | Ladda upp en bild av detta fornminne      |
| Husaby 65:1                 | Stensättning                |              | Husaby, Västergötland |       | 58.533770, 13.412231 | 10193100650001 | Ladda upp en bild av detta fornminne      |
| Husaby 65:2                 | Stensättning                |              | Husaby, Västergötland |       | 58.533952, 13.411532 | 10193100650002 | Ladda upp en bild av detta fornminne      |
| Husaby 66:1                 | Hög                         |              | Husaby, Västergötland |       | 58.535406, 13.409989 | 10193100660001 | Ladda upp en bild av detta fornminne      |
| Husaby 66:2                 | Stensättning                |              | Husaby, Västergötland |       | 58.535345, 13.410241 | 10193100660002 | Ladda upp en bild av detta fornminne      |
| Husaby 66:3                 | Stensättning                |              | Husaby, Västergötland |       | 58.535466, 13.408980 | 10193100660003 | Ladda upp en bild av detta fornminne      |
| Husaby 67:1                 | Stensättning                |              | Husaby, Västergötland |       | 58.536729, 13.409635 | 10193100670001 | Ladda upp en bild av detta fornminne      |
| Husaby 68:1                 | Gravfält                    |              | Husaby, Västergötland |       | 58.538701, 13.405838 | 10193100680001 | Ladda upp en bild av detta fornminne      |
| Husaby 69:1                 | Grav markerad av sten/block |              | Husaby, Västergötland |       | 58.539297, 13.408784 | 10193100690001 | Ladda upp en bild av detta fornminne      |
| Husaby 69:2                 | Grav markerad av sten/block |              | Husaby, Västergötland |       | 58.539480, 13.408907 | 10193100690002 | Ladda upp en bild av detta fornminne      |
| Husaby 69:3                 | Grav markerad av sten/block |              | Husaby, Västergötland |       | 58.539529, 13.409009 | 10193100690003 | Ladda upp en bild av detta fornminne      |
| Husaby 70:1                 | Hällristning                |              | Husaby, Västergötland |       | 58.534462, 13.397373 | 10193100700001 | Ladda upp en till bild av detta fornminne |
| Husaby 71:1                 | Hällristning                |              | Husaby, Västergötland |       | 58.535276, 13.397641 | 10193100710001 | Ladda upp en bild av detta fornminne      |
| Ryssgraven (Husaby 72:1)    | Hög                         |              | Husaby, Västergötland |       | 58.544520, 13.350761 | 10193100720001 | Ladda upp en bild av detta fornminne      |
| Husaby 74:1                 | Stensättning                |              | Husaby, Västergötland |       | 58.547795, 13.378508 | 10193100740001 | Ladda upp en bild av detta fornminne      |
| Husaby 74:2                 | Stensättning                |              | Husaby, Västergötland |       | 58.547471, 13.378461 | 10193100740002 | Ladda upp en bild av detta fornminne      |
| Husaby 87:1                 | Stensättning                |              | Husaby, Västergötland |       | 58.527633, 13.414295 | 10193100870001 | Ladda upp en bild av detta fornminne      |
| Husaby 88:1                 | Stensättning                |              | Husaby, Västergötland |       | 58.536253, 13.410905 | 10193100880001 | Ladda upp en bild av detta fornminne      |
| Husaby 100:1                | Stensättning                |              | Husaby, Västergötland |       | 58.555618, 13.324570 | 10193101000001 | Ladda upp en bild av detta fornminne      |
| Husaby 110:1                | Hällristning                |              | Husaby, Västergötland |       | 58.542254, 13.323545 | 10193101100001 | Ladda upp en till bild av detta fornminne |
| Högehall (Husaby 115:1)     | Stenkrets                   |              | Husaby, Västergötland |       | 58.533675, 13.343305 | 10193101150001 | Ladda upp en bild av detta fornminne      |
| Högehall (Husaby 115:2)     | Stensättning                |              | Husaby, Västergötland |       | 58.533597, 13.343173 | 10193101150002 | Ladda upp en bild av detta fornminne      |
| Högehall (Husaby 115:3)     | Grav markerad av sten/block |              | Husaby, Västergötland |       | 58.533660, 13.343053 | 10193101150003 | Ladda upp en bild av detta fornminne      |
| Västerplana 18:1            | Stenkammargrav              |              | Husaby, Västergötland |       | 58.549839, 13.361997 | 10209800180001 | Ladda upp en bild av detta fornminne      |

## Kestad
| Namn       | Lämningstyp                 | Tillkomsttid | Historisk indelning   | Plats | Läge                 | ID-nr          | Bild                                 |
| ---------- | --------------------------- | ------------ | --------------------- | ----- | -------------------- | -------------- | ------------------------------------ |
| Kestad 2:1 | Grav markerad av sten/block |              | Kestad, Västergötland |       | 58.558893, 13.460314 | 10195300020001 | Ladda upp en bild av detta fornminne |

## Kinne-Kleva
| Namn                                      | Lämningstyp      | Tillkomsttid | Historisk indelning        | Plats | Läge                 | ID-nr          | Bild                                 |
| ----------------------------------------- | ---------------- | ------------ | -------------------------- | ----- | -------------------- | -------------- | ------------------------------------ |
| Domareringen (Kinne-Kleva 1:1)            | Gravfält         |              | Kinne-Kleva, Västergötland |       | 58.556399, 13.432901 | 10195400010001 | Ladda upp en bild av detta fornminne |
| Kinne-Kleva 2:1                           | Hög              |              | Kinne-Kleva, Västergötland |       | 58.558770, 13.434754 | 10195400020001 | Ladda upp en bild av detta fornminne |
| Kinne-Kleva 3:1                           | Stenkrets        |              | Kinne-Kleva, Västergötland |       | 58.559622, 13.430928 | 10195400030001 | Ladda upp en bild av detta fornminne |
| Kinne-Kleva 3:2                           | Stenkrets        |              | Kinne-Kleva, Västergötland |       | 58.559494, 13.430852 | 10195400030002 | Ladda upp en bild av detta fornminne |
| Kinne-Kleva 4:1                           | Stensättning     |              | Kinne-Kleva, Västergötland |       | 58.542873, 13.419446 | 10195400040001 | Ladda upp en bild av detta fornminne |
| Friareknölen (Kinne-Kleva 5:1)            | Hög              |              | Kinne-Kleva, Västergötland |       | 58.549290, 13.405146 | 10195400050001 | Ladda upp en bild av detta fornminne |
| Kinne-Kleva 7:1                           | Gravfält         |              | Kinne-Kleva, Västergötland |       | 58.542492, 13.412801 | 10195400070001 | Ladda upp en bild av detta fornminne |
| Kinne-Kleva gamla kyrka (Kinne-Kleva 9:1) | Begravningsplats |              | Kinne-Kleva, Västergötland |       | 58.550472, 13.415743 | 10195400090001 | Ladda upp en bild av detta fornminne |
| Kinne-Kleva gamla kyrka (Kinne-Kleva 9:2) | Kyrka/kapell     |              | Kinne-Kleva, Västergötland |       | 58.550546, 13.415856 | 10195400090002 | Ladda upp en bild av detta fornminne |
| Kinne-Kleva 10:1                          | Hög              |              | Kinne-Kleva, Västergötland |       | 58.551846, 13.432753 | 10195400100001 | Ladda upp en bild av detta fornminne |
| Kinne-Kleva 10:2                          | Stensättning     |              | Kinne-Kleva, Västergötland |       | 58.551852, 13.432536 | 10195400100002 | Ladda upp en bild av detta fornminne |
| Kinne-Kleva 10:3                          | Stensättning     |              | Kinne-Kleva, Västergötland |       | 58.551762, 13.431588 | 10195400100003 | Ladda upp en bild av detta fornminne |
| Kinne-Kleva 11:1                          | Gravfält         |              | Kinne-Kleva, Västergötland |       | 58.553059, 13.433644 | 10195400110001 | Ladda upp en bild av detta fornminne |
| Kinne-Kleva 18:1                          | Hög              |              | Kinne-Kleva, Västergötland |       | 58.551073, 13.431758 | 10195400180001 | Ladda upp en bild av detta fornminne |
| Kinne-Kleva 19:1                          | Hällristning     |              | Kinne-Kleva, Västergötland |       | 58.550963, 13.432090 | 10195400190001 | Ladda upp en bild av detta fornminne |

## Kinne-Vedum
| Namn                           | Lämningstyp                 | Tillkomsttid | Historisk indelning        | Plats | Läge                 | ID-nr          | Bild                                 |
| ------------------------------ | --------------------------- | ------------ | -------------------------- | ----- | -------------------- | -------------- | ------------------------------------ |
| Kinne-Vedum 1:1                | Stensättning                |              | Kinne-Vedum, Västergötland |       | 58.550821, 13.490853 | 10195500010001 | Ladda upp en bild av detta fornminne |
| Kinne-Vedum 3:1                | Gravfält                    |              | Kinne-Vedum, Västergötland |       | 58.553300, 13.502856 | 10195500030001 | Ladda upp en bild av detta fornminne |
| Kinne-Vedum 4:1                | Hög                         |              | Kinne-Vedum, Västergötland |       | 58.557702, 13.500263 | 10195500040001 | Ladda upp en bild av detta fornminne |
| Kinne-Vedum 8:1                | Stensättning                |              | Kinne-Vedum, Västergötland |       | 58.559953, 13.509901 | 10195500080001 | Ladda upp en bild av detta fornminne |
| Kinne-Vedum 8:2                | Stensättning                |              | Kinne-Vedum, Västergötland |       | 58.560223, 13.509387 | 10195500080002 | Ladda upp en bild av detta fornminne |
| Kinne-Vedum 8:3                | Stensättning                |              | Kinne-Vedum, Västergötland |       | 58.560623, 13.509124 | 10195500080003 | Ladda upp en bild av detta fornminne |
| Kinne-Vedum 8:4                | Stensättning                |              | Kinne-Vedum, Västergötland |       | 58.560803, 13.508530 | 10195500080004 | Ladda upp en bild av detta fornminne |
| Kinne-Vedum 12:1               | Stensättning                |              | Kinne-Vedum, Västergötland |       | 58.561225, 13.506787 | 10195500120001 | Ladda upp en bild av detta fornminne |
| Kinne-Vedum 15:1               | Stensättning                |              | Kinne-Vedum, Västergötland |       | 58.554967, 13.498266 | 10195500150001 | Ladda upp en bild av detta fornminne |
| Kinne-Vedum 15:2               | Stenkrets                   |              | Kinne-Vedum, Västergötland |       | 58.554884, 13.498133 | 10195500150002 | Ladda upp en bild av detta fornminne |
| Jättastenen (Kinne-Vedum 18:1) | Grav markerad av sten/block |              | Kinne-Vedum, Västergötland |       | 58.557951, 13.548753 | 10195500180001 | Ladda upp en bild av detta fornminne |
| Kinne-Vedum 20:1               | Stensättning                |              | Kinne-Vedum, Västergötland |       | 58.557570, 13.538304 | 10195500200001 | Ladda upp en bild av detta fornminne |
| Kinne-Vedum 22:1               | Stensättning                |              | Kinne-Vedum, Västergötland |       | 58.555509, 13.534113 | 10195500220001 | Ladda upp en bild av detta fornminne |
| Kinne-Vedum 22:2               | Stensättning                |              | Kinne-Vedum, Västergötland |       | 58.555332, 13.534260 | 10195500220002 | Ladda upp en bild av detta fornminne |
| Kinne-Vedum 23:1               | Stensättning                |              | Kinne-Vedum, Västergötland |       | 58.555399, 13.538449 | 10195500230001 | Ladda upp en bild av detta fornminne |
| Kinne-Vedum 25:1               | Hög                         |              | Kinne-Vedum, Västergötland |       | 58.550160, 13.549107 | 10195500250001 | Ladda upp en bild av detta fornminne |
| Kinne-Vedum 26:1               | Stensättning                |              | Kinne-Vedum, Västergötland |       | 58.546867, 13.527956 | 10195500260001 | Ladda upp en bild av detta fornminne |
| Kinne-Vedum 26:2               | Hällristning                |              | Kinne-Vedum, Västergötland |       | 58.546945, 13.527780 | 10195500260002 | Ladda upp en bild av detta fornminne |
| Kinne-Vedum 27:1               | Gravfält                    |              | Kinne-Vedum, Västergötland |       | 58.546546, 13.528816 | 10195500270001 | Ladda upp en bild av detta fornminne |
| Kinne-Vedum 28:1               | Stensättning                |              | Kinne-Vedum, Västergötland |       | 58.543343, 13.521918 | 10195500280001 | Ladda upp en bild av detta fornminne |
| Kinne-Vedum 28:2               | Stensättning                |              | Kinne-Vedum, Västergötland |       | 58.543347, 13.522141 | 10195500280002 | Ladda upp en bild av detta fornminne |
| Kinne-Vedum 28:4               | Stensättning                |              | Kinne-Vedum, Västergötland |       | 58.543502, 13.522322 | 10195500280004 | Ladda upp en bild av detta fornminne |
| Kinne-Vedum 29:1               | Stensättning                |              | Kinne-Vedum, Västergötland |       | 58.548584, 13.521719 | 10195500290001 | Ladda upp en bild av detta fornminne |
| Kinne-Vedum 29:2               | Stensättning                |              | Kinne-Vedum, Västergötland |       | 58.548410, 13.521521 | 10195500290002 | Ladda upp en bild av detta fornminne |
| Kinne-Vedum 29:3               | Stensättning                |              | Kinne-Vedum, Västergötland |       | 58.548492, 13.521603 | 10195500290003 | Ladda upp en bild av detta fornminne |
| Kinne-Vedum 33:1               | Stensättning                |              | Kinne-Vedum, Västergötland |       | 58.542174, 13.517323 | 10195500330001 | Ladda upp en bild av detta fornminne |
| Kinne-Vedum 33:2               | Stensättning                |              | Kinne-Vedum, Västergötland |       | 58.542063, 13.517071 | 10195500330002 | Ladda upp en bild av detta fornminne |
| Kinne-Vedum 33:3               | Stensättning                |              | Kinne-Vedum, Västergötland |       | 58.541927, 13.516975 | 10195500330003 | Ladda upp en bild av detta fornminne |
| Kinne-Vedum 48:1               | Hällristning                |              | Kinne-Vedum, Västergötland |       | 58.547352, 13.521593 | 10195500480001 | Ladda upp en bild av detta fornminne |
| Kinne-Vedum 48:2               | Hällristning                |              | Kinne-Vedum, Västergötland |       | 58.547352, 13.521593 | 10195500480002 | Ladda upp en bild av detta fornminne |
| Kinne-Vedum 49:1               | Röse                        |              | Kinne-Vedum, Västergötland |       | 58.549495, 13.529741 | 10195500490001 | Ladda upp en bild av detta fornminne |
| Kinne-Vedum 54:1               | Runristning                 |              | Kinne-Vedum, Västergötland |       | 58.558696, 13.506220 | 10195500540001 | Ladda upp en bild av detta fornminne |
| Kinne-Vedum 55:1               | Hög                         |              | Kinne-Vedum, Västergötland |       | 58.556837, 13.502207 | 10195500550001 | Ladda upp en bild av detta fornminne |
| Kinne-Vedum 56:1               | Stensättning                |              | Kinne-Vedum, Västergötland |       | 58.559562, 13.511366 | 10195500560001 | Ladda upp en bild av detta fornminne |
| Kinne-Vedum 73:1               | Hällristning                |              | Kinne-Vedum, Västergötland |       | 58.550483, 13.492740 | 10195500730001 | Ladda upp en bild av detta fornminne |
| Kinne-Vedum 76:1               | Stenkrets                   |              | Kinne-Vedum, Västergötland |       | 58.556206, 13.556466 | 10195500760001 | Ladda upp en bild av detta fornminne |

## Källby
| Namn                        | Lämningstyp                 | Tillkomsttid | Historisk indelning   | Plats | Läge                 | ID-nr          | Bild                                      |
| --------------------------- | --------------------------- | ------------ | --------------------- | ----- | -------------------- | -------------- | ----------------------------------------- |
| Storehögen (Källby 4:1)     | Grav markerad av sten/block |              | Källby, Västergötland |       | 58.513308, 13.323013 | 10196300040001 | Ladda upp en bild av detta fornminne      |
| Källby 5:1                  | Stenkrets                   |              | Källby, Västergötland |       | 58.510887, 13.319073 | 10196300050001 | Ladda upp en bild av detta fornminne      |
| Källby 8:1                  | Stensättning                |              | Källby, Västergötland |       | 58.514998, 13.342957 | 10196300080001 | Ladda upp en bild av detta fornminne      |
| Källby 8:2                  | Stensättning                |              | Källby, Västergötland |       | 58.514896, 13.343181 | 10196300080002 | Ladda upp en bild av detta fornminne      |
| Källby 8:3                  | Grav markerad av sten/block |              | Källby, Västergötland |       | 58.514896, 13.343181 | 10196300080003 | Ladda upp en bild av detta fornminne      |
| Källby 8:4                  | Stensättning                |              | Källby, Västergötland |       | 58.514792, 13.343696 | 10196300080004 | Ladda upp en bild av detta fornminne      |
| Källby 9:1                  | Grav markerad av sten/block |              | Källby, Västergötland |       | 58.513450, 13.342770 | 10196300090001 | Ladda upp en bild av detta fornminne      |
| Källby 11:1                 | Stensättning                |              | Källby, Västergötland |       | 58.513679, 13.356884 | 10196300110001 | Ladda upp en bild av detta fornminne      |
| Källby 11:2                 | Stenkrets                   |              | Källby, Västergötland |       | 58.513622, 13.356726 | 10196300110002 | Ladda upp en bild av detta fornminne      |
| Källby 12:1                 | Gravfält                    |              | Källby, Västergötland |       | 58.512810, 13.355346 | 10196300120001 | Ladda upp en bild av detta fornminne      |
| Källby 13:1                 | Stensättning                |              | Källby, Västergötland |       | 58.517688, 13.347189 | 10196300130001 | Ladda upp en bild av detta fornminne      |
| Källby 14:1                 | Stensättning                |              | Källby, Västergötland |       | 58.516851, 13.347716 | 10196300140001 | Ladda upp en bild av detta fornminne      |
| Källby 14:2                 | Stensättning                |              | Källby, Västergötland |       | 58.516995, 13.347706 | 10196300140002 | Ladda upp en bild av detta fornminne      |
| Källby 14:3                 | Stensättning                |              | Källby, Västergötland |       | 58.517089, 13.347825 | 10196300140003 | Ladda upp en bild av detta fornminne      |
| Källby 20:1                 | Stensättning                |              | Källby, Västergötland |       | 58.503650, 13.303473 | 10196300200001 | Ladda upp en bild av detta fornminne      |
| Källby 21:1                 | Stensättning                |              | Källby, Västergötland |       | 58.502435, 13.310157 | 10196300210001 | Ladda upp en bild av detta fornminne      |
| Källby 22:1                 | Hög                         |              | Källby, Västergötland |       | 58.503124, 13.310834 | 10196300220001 | Ladda upp en bild av detta fornminne      |
| Källby 23:1                 | Gravfält                    |              | Källby, Västergötland |       | 58.506974, 13.315236 | 10196300230001 | Ladda upp en till bild av detta fornminne |
| Källby hallar (Källby 23:2) | Runristning                 |              | Källby, Västergötland |       | 58.506794, 13.315528 | 10196300230002 | Ladda upp en till bild av detta fornminne |
| Källby hallar (Källby 23:3) | Runristning                 |              | Källby, Västergötland |       | 58.506644, 13.315643 | 10196300230003 | Ladda upp en till bild av detta fornminne |
| Källby 25:1                 | Stensättning                |              | Källby, Västergötland |       | 58.505867, 13.315758 | 10196300250001 | Ladda upp en bild av detta fornminne      |
| Källby 26:1                 | Hög                         |              | Källby, Västergötland |       | 58.505428, 13.314788 | 10196300260001 | Ladda upp en bild av detta fornminne      |
| Källby 32:1                 | Stensättning                |              | Källby, Västergötland |       | 58.515653, 13.312177 | 10196300320001 | Ladda upp en bild av detta fornminne      |

## Ledsjö
| Namn         | Lämningstyp             | Tillkomsttid | Historisk indelning   | Plats | Läge                 | ID-nr          | Bild                                 |
| ------------ | ----------------------- | ------------ | --------------------- | ----- | -------------------- | -------------- | ------------------------------------ |
| Ledsjö 1:1   | Stensättning            |              | Ledsjö, Västergötland |       | 58.458768, 13.478519 | 10196800010001 | Ladda upp en bild av detta fornminne |
| Ledsjö 1:2   | Stensättning            |              | Ledsjö, Västergötland |       | 58.458576, 13.478346 | 10196800010002 | Ladda upp en bild av detta fornminne |
| Ledsjö 1:3   | Stensättning            |              | Ledsjö, Västergötland |       | 58.458161, 13.478137 | 10196800010003 | Ladda upp en bild av detta fornminne |
| Ledsjö 4:1   | Stensättning            |              | Ledsjö, Västergötland |       | 58.468617, 13.494891 | 10196800040001 | Ladda upp en bild av detta fornminne |
| Ledsjö 5:1   | Gravfält                |              | Ledsjö, Västergötland |       | 58.467606, 13.496897 | 10196800050001 | Ladda upp en bild av detta fornminne |
| Ledsjö 6:1   | Hög                     |              | Ledsjö, Västergötland |       | 58.468805, 13.491430 | 10196800060001 | Ladda upp en bild av detta fornminne |
| Ledsjö 7:1   | Stensättning            |              | Ledsjö, Västergötland |       | 58.468458, 13.489734 | 10196800070001 | Ladda upp en bild av detta fornminne |
| Ledsjö 25:1  | Stensättning            |              | Ledsjö, Västergötland |       | 58.472803, 13.465162 | 10196800250001 | Ladda upp en bild av detta fornminne |
| Ledsjö 25:2  | Stensättning            |              | Ledsjö, Västergötland |       | 58.473057, 13.465165 | 10196800250002 | Ladda upp en bild av detta fornminne |
| Ledsjö 25:3  | Stensättning            |              | Ledsjö, Västergötland |       | 58.473183, 13.465116 | 10196800250003 | Ladda upp en bild av detta fornminne |
| Ledsjö 38:1  | Gravfält                |              | Ledsjö, Västergötland |       | 58.465783, 13.493429 | 10196800380001 | Ladda upp en bild av detta fornminne |
| Ledsjö 68:1  | Stensättning            |              | Ledsjö, Västergötland |       | 58.468460, 13.496271 | 10196800680001 | Ladda upp en bild av detta fornminne |
| Ledsjö 84:1  | Stenkrets               |              | Ledsjö, Västergötland |       | 58.466816, 13.497715 | 10196800840001 | Ladda upp en bild av detta fornminne |
| Ledsjö 84:2  | Stenkrets               |              | Ledsjö, Västergötland |       | 58.466664, 13.497742 | 10196800840002 | Ladda upp en bild av detta fornminne |
| Ledsjö 145:1 | Stensättning            |              | Ledsjö, Västergötland |       | 58.542798, 13.509390 | 10196801450001 | Ladda upp en bild av detta fornminne |
| Ledsjö 145:2 | Stensättning            |              | Ledsjö, Västergötland |       | 58.542674, 13.509465 | 10196801450002 | Ladda upp en bild av detta fornminne |
| Ledsjö 146:1 | Gravfält                |              | Ledsjö, Västergötland |       | 58.542449, 13.511601 | 10196801460001 | Ladda upp en bild av detta fornminne |
| Ledsjö 153:1 | Grav- och boplatsområde |              | Ledsjö, Västergötland |       | 58.480944, 13.479848 | 10196801530001 | Ladda upp en bild av detta fornminne |

## Medelplana
| Namn                             | Lämningstyp    | Tillkomsttid | Historisk indelning       | Plats | Läge                 | ID-nr          | Bild                                      |
| -------------------------------- | -------------- | ------------ | ------------------------- | ----- | -------------------- | -------------- | ----------------------------------------- |
| Prästgården (Medelplana 1:1)     | Gravfält       |              | Medelplana, Västergötland |       | 58.570680, 13.366218 | 10198800010001 | Ladda upp en till bild av detta fornminne |
| Medelplana 2:1                   | Stensättning   |              | Medelplana, Västergötland |       | 58.566108, 13.376020 | 10198800020001 | Ladda upp en bild av detta fornminne      |
| Medelplana 3:1                   | Stenkrets      |              | Medelplana, Västergötland |       | 58.573778, 13.358342 | 10198800030001 | Ladda upp en till bild av detta fornminne |
| Medelplana 8:1                   | Stenkammargrav |              | Medelplana, Västergötland |       | 58.575625, 13.379079 | 10198800080001 | Ladda upp en bild av detta fornminne      |
| Medelplana 11:1                  | Hög            |              | Medelplana, Västergötland |       | 58.580748, 13.367699 | 10198800110001 | Ladda upp en bild av detta fornminne      |
| Medelplana 12:1                  | Hög            |              | Medelplana, Västergötland |       | 58.581313, 13.367887 | 10198800120001 | Ladda upp en bild av detta fornminne      |
| "Sågarebacken" (Medelplana 13:1) | Stenkammargrav |              | Medelplana, Västergötland |       | 58.583273, 13.366345 | 10198800130001 | Ladda upp en bild av detta fornminne      |
| Medelplana 15:1                  | Stenkrets      |              | Medelplana, Västergötland |       | 58.573424, 13.363609 | 10198800150001 | Ladda upp en bild av detta fornminne      |
| Medelplana 16:1                  | Stensättning   |              | Medelplana, Västergötland |       | 58.584512, 13.371132 | 10198800160001 | Ladda upp en bild av detta fornminne      |
| Medelplana 16:2                  | Stensättning   |              | Medelplana, Västergötland |       | 58.583991, 13.371109 | 10198800160002 | Ladda upp en bild av detta fornminne      |
| Medelplana 16:4                  | Stensättning   |              | Medelplana, Västergötland |       | 58.583553, 13.370754 | 10198800160004 | Ladda upp en bild av detta fornminne      |
| Lillgården (Medelplana 17:1)     | Stensättning   |              | Medelplana, Västergötland |       | 58.585866, 13.372230 | 10198800170001 | Ladda upp en bild av detta fornminne      |
| Medelplana 19:1                  | Stenkammargrav |              | Medelplana, Västergötland |       | 58.573023, 13.355137 | 10198800190001 | Ladda upp en bild av detta fornminne      |
| Medelplana 21:1                  | Stenkammargrav |              | Medelplana, Västergötland |       | 58.577841, 13.360860 | 10198800210001 | Ladda upp en bild av detta fornminne      |
| Medelplana 21:2                  | Stensättning   |              | Medelplana, Västergötland |       | 58.578090, 13.361192 | 10198800210002 | Ladda upp en bild av detta fornminne      |
| Medelplana 21:3                  | Stensättning   |              | Medelplana, Västergötland |       | 58.577882, 13.361104 | 10198800210003 | Ladda upp en bild av detta fornminne      |
| Medelplana 21:4                  | Stensättning   |              | Medelplana, Västergötland |       | 58.577767, 13.360704 | 10198800210004 | Ladda upp en bild av detta fornminne      |
| Medelplana 22:1                  | Stensättning   |              | Medelplana, Västergötland |       | 58.584127, 13.376506 | 10198800220001 | Ladda upp en bild av detta fornminne      |
| Dalagården (Medelplana 25:1)     | Hög            |              | Medelplana, Västergötland |       | 58.589375, 13.377874 | 10198800250001 | Ladda upp en bild av detta fornminne      |
| Prästgården (Medelplana 29:1)    | Stensättning   |              | Medelplana, Västergötland |       | 58.571679, 13.365227 | 10198800290001 | Ladda upp en bild av detta fornminne      |
| Prästgården (Medelplana 29:2)    | Stensättning   |              | Medelplana, Västergötland |       | 58.571616, 13.365396 | 10198800290002 | Ladda upp en bild av detta fornminne      |
| Medelplana 34:1                  | Hög            |              | Medelplana, Västergötland |       | 58.583116, 13.370219 | 10198800340001 | Ladda upp en bild av detta fornminne      |
| Medelplana 41:1                  | Stenkammargrav |              | Medelplana, Västergötland |       | 58.605887, 13.383663 | 10198800410001 | Ladda upp en bild av detta fornminne      |
| Medelplana 42:1                  | Minnesmärke    |              | Medelplana, Västergötland |       | 58.601216, 13.386238 | 10198800420001 | Ladda upp en bild av detta fornminne      |
| Medelplana 46:1                  | Minnesmärke    |              | Medelplana, Västergötland |       | 58.601735, 13.405914 | 10198800460001 | Ladda upp en till bild av detta fornminne |
| Medelplana 46:2                  | Minnesmärke    |              | Medelplana, Västergötland |       | 58.601735, 13.405914 | 10198800460002 | Ladda upp en till bild av detta fornminne |
| Medelplana 46:3                  | Minnesmärke    |              | Medelplana, Västergötland |       | 58.601735, 13.405914 | 10198800460003 | Ladda upp en till bild av detta fornminne |
| Medelplana 46:4                  | Minnesmärke    |              | Medelplana, Västergötland |       | 58.601735, 13.405914 | 10198800460004 | Ladda upp en till bild av detta fornminne |
| Medelplana 46:5                  | Minnesmärke    |              | Medelplana, Västergötland |       | 58.601735, 13.405914 | 10198800460005 | Ladda upp en till bild av detta fornminne |
| Medelplana 46:6                  | Minnesmärke    |              | Medelplana, Västergötland |       | 58.601735, 13.405914 | 10198800460006 | Ladda upp en till bild av detta fornminne |
| Medelplana 50:1                  | Minnesmärke    |              | Medelplana, Västergötland |       | 58.616180, 13.391473 | 10198800500001 | Ladda upp en bild av detta fornminne      |
| Medelplana 50:2                  | Minnesmärke    |              | Medelplana, Västergötland |       | 58.616072, 13.391252 | 10198800500002 | Ladda upp en bild av detta fornminne      |

## Ova
| Namn    | Lämningstyp | Tillkomsttid | Historisk indelning | Plats | Läge                 | ID-nr          | Bild                                 |
| ------- | ----------- | ------------ | ------------------- | ----- | -------------------- | -------------- | ------------------------------------ |
| Ova 1:1 | Stenkrets   |              | Ova, Västergötland  |       | 58.468559, 13.415553 | 10200800010001 | Ladda upp en bild av detta fornminne |

## Sil
| Namn    | Lämningstyp      | Tillkomsttid | Historisk indelning | Plats | Läge                 | ID-nr          | Bild                                 |
| ------- | ---------------- | ------------ | ------------------- | ----- | -------------------- | -------------- | ------------------------------------ |
| Sil 4:1 | Begravningsplats |              | Sil, Västergötland  |       | 58.531406, 13.447678 | 10201900040001 | Ladda upp en bild av detta fornminne |
| Sil 4:2 | Kyrka/kapell     |              | Sil, Västergötland  |       | 58.531508, 13.447874 | 10201900040002 | Ladda upp en bild av detta fornminne |

## Skeby
| Namn                     | Lämningstyp  | Tillkomsttid | Historisk indelning  | Plats | Läge                 | ID-nr          | Bild                                 |
| ------------------------ | ------------ | ------------ | -------------------- | ----- | -------------------- | -------------- | ------------------------------------ |
| Skeby 2:1                | Hög          |              | Skeby, Västergötland |       | 58.484833, 13.336898 | 10202500020001 | Ladda upp en bild av detta fornminne |
| Skeby 3:1                | Stenkrets    |              | Skeby, Västergötland |       | 58.483114, 13.309258 | 10202500030001 | Ladda upp en bild av detta fornminne |
| Skeby 3:2                | Stenkrets    |              | Skeby, Västergötland |       | 58.482918, 13.309628 | 10202500030002 | Ladda upp en bild av detta fornminne |
| Skeby 3:3                | Stenkrets    |              | Skeby, Västergötland |       | 58.482971, 13.309911 | 10202500030003 | Ladda upp en bild av detta fornminne |
| Skeby 3:4                | Stensättning |              | Skeby, Västergötland |       | 58.482829, 13.310057 | 10202500030004 | Ladda upp en bild av detta fornminne |
| Skeby 4:1                | Stenkrets    |              | Skeby, Västergötland |       | 58.484481, 13.304849 | 10202500040001 | Ladda upp en bild av detta fornminne |
| Skeby 4:2                | Stenkrets    |              | Skeby, Västergötland |       | 58.484327, 13.305246 | 10202500040002 | Ladda upp en bild av detta fornminne |
| Skeby 6:1                | Stenkrets    |              | Skeby, Västergötland |       | 58.487470, 13.339884 | 10202500060001 | Ladda upp en bild av detta fornminne |
| Skeby 8:1                | Hög          |              | Skeby, Västergötland |       | 58.489773, 13.306045 | 10202500080001 | Ladda upp en bild av detta fornminne |
| Skeby 9:1                | Hög          |              | Skeby, Västergötland |       | 58.493149, 13.302391 | 10202500090001 | Ladda upp en bild av detta fornminne |
| Skeby 11:1               | Hög          |              | Skeby, Västergötland |       | 58.487224, 13.296620 | 10202500110001 | Ladda upp en bild av detta fornminne |
| Jättadansen (Skeby 13:1) | Stenkrets    |              | Skeby, Västergötland |       | 58.502180, 13.299221 | 10202500130001 | Ladda upp en bild av detta fornminne |
| Jättadansen (Skeby 13:2) | Stenkrets    |              | Skeby, Västergötland |       | 58.502057, 13.299482 | 10202500130002 | Ladda upp en bild av detta fornminne |
| Jättadansen (Skeby 13:3) | Stenkrets    |              | Skeby, Västergötland |       | 58.501948, 13.299255 | 10202500130003 | Ladda upp en bild av detta fornminne |
| Jättadansen (Skeby 13:4) | Stenkrets    |              | Skeby, Västergötland |       | 58.502264, 13.299039 | 10202500130004 | Ladda upp en bild av detta fornminne |
| Skeby 16:1               | Hällristning |              | Skeby, Västergötland |       | 58.486276, 13.297843 | 10202500160001 | Ladda upp en bild av detta fornminne |

## Skälvum
| Namn         | Lämningstyp  | Tillkomsttid | Historisk indelning    | Plats | Läge                 | ID-nr          | Bild                                 |
| ------------ | ------------ | ------------ | ---------------------- | ----- | -------------------- | -------------- | ------------------------------------ |
| Skälvum 3:1  | Stensättning |              | Skälvum, Västergötland |       | 58.506887, 13.415233 | 10202700030001 | Ladda upp en bild av detta fornminne |
| Skälvum 3:2  | Stensättning |              | Skälvum, Västergötland |       | 58.506814, 13.415552 | 10202700030002 | Ladda upp en bild av detta fornminne |
| Skälvum 3:3  | Stensättning |              | Skälvum, Västergötland |       | 58.506754, 13.415859 | 10202700030003 | Ladda upp en bild av detta fornminne |
| Skälvum 5:2  | Hög          |              | Skälvum, Västergötland |       | 58.491390, 13.428075 | 10202700050002 | Ladda upp en bild av detta fornminne |
| Skälvum 6:1  | Stensättning |              | Skälvum, Västergötland |       | 58.492073, 13.429309 | 10202700060001 | Ladda upp en bild av detta fornminne |
| Skälvum 12:1 | Stensättning |              | Skälvum, Västergötland |       | 58.502196, 13.396908 | 10202700120001 | Ladda upp en bild av detta fornminne |
| Skälvum 13:1 | Stensättning |              | Skälvum, Västergötland |       | 58.505597, 13.400761 | 10202700130001 | Ladda upp en bild av detta fornminne |

## Västerplana
| Namn                        | Lämningstyp                 | Tillkomsttid | Historisk indelning        | Plats | Läge                 | ID-nr          | Bild                                      |
| --------------------------- | --------------------------- | ------------ | -------------------------- | ----- | -------------------- | -------------- | ----------------------------------------- |
| Västerplana 1:1             | Stensättning                |              | Västerplana, Västergötland |       | 58.555672, 13.355676 | 10209800010001 | Ladda upp en bild av detta fornminne      |
| Västerplana 2:1             | Stensättning                |              | Västerplana, Västergötland |       | 58.555026, 13.356182 | 10209800020001 | Ladda upp en bild av detta fornminne      |
| Västerplana 3:1             | Hög                         |              | Västerplana, Västergötland |       | 58.557440, 13.356353 | 10209800030001 | Ladda upp en bild av detta fornminne      |
| Västerplana 3:2             | Hög                         |              | Västerplana, Västergötland |       | 58.557562, 13.356443 | 10209800030002 | Ladda upp en bild av detta fornminne      |
| Höge hall (Västerplana 5:1) | Grav markerad av sten/block |              | Västerplana, Västergötland |       | 58.554662, 13.359640 | 10209800050001 | Ladda upp en till bild av detta fornminne |
| Västerplana 6:1             | Stensättning                |              | Västerplana, Västergötland |       | 58.554775, 13.364397 | 10209800060001 | Ladda upp en bild av detta fornminne      |
| Västerplana 7:1             | Stensättning                |              | Västerplana, Västergötland |       | 58.554199, 13.364238 | 10209800070001 | Ladda upp en bild av detta fornminne      |
| Västerplana 8:1             | Hög                         |              | Västerplana, Västergötland |       | 58.554933, 13.348269 | 10209800080001 | Ladda upp en bild av detta fornminne      |
| Västerplana 10:1            | Hög                         |              | Västerplana, Västergötland |       | 58.561352, 13.352536 | 10209800100001 | Ladda upp en bild av detta fornminne      |
| Västerplana 11:1            | Hög                         |              | Västerplana, Västergötland |       | 58.561482, 13.358053 | 10209800110001 | Ladda upp en bild av detta fornminne      |
| Västerplana 12:1            | Hög                         |              | Västerplana, Västergötland |       | 58.567138, 13.361934 | 10209800120001 | Ladda upp en bild av detta fornminne      |
| Västerplana 14:1            | Hög                         |              | Västerplana, Västergötland |       | 58.565381, 13.354195 | 10209800140001 | Ladda upp en bild av detta fornminne      |
| Västerplana 15:1            | Stensättning                |              | Västerplana, Västergötland |       | 58.564264, 13.361609 | 10209800150001 | Ladda upp en bild av detta fornminne      |
| Västerplana 16:1            | Stensättning                |              | Västerplana, Västergötland |       | 58.562968, 13.366519 | 10209800160001 | Ladda upp en bild av detta fornminne      |
| Västerplana 17:1            | Hög                         |              | Västerplana, Västergötland |       | 58.560614, 13.346182 | 10209800170001 | Ladda upp en bild av detta fornminne      |
| Västerplana 19:1            | Stensättning                |              | Västerplana, Västergötland |       | 58.568225, 13.358365 | 10209800190001 | Ladda upp en bild av detta fornminne      |
| Västerplana 28:1            | Hög                         |              | Västerplana, Västergötland |       | 58.553458, 13.355622 | 10209800280001 | Ladda upp en bild av detta fornminne      |

## Vättlösa
| Namn                       | Lämningstyp                      | Tillkomsttid | Historisk indelning     | Plats | Läge                 | ID-nr          | Bild                                 |
| -------------------------- | -------------------------------- | ------------ | ----------------------- | ----- | -------------------- | -------------- | ------------------------------------ |
| Vättlösa 23:1              | Stenkrets                        |              | Vättlösa, Västergötland |       | 58.519700, 13.522215 | 10210100230001 | Ladda upp en bild av detta fornminne |
| Vättlösa 24:1              | Stensättning                     |              | Vättlösa, Västergötland |       | 58.517911, 13.524624 | 10210100240001 | Ladda upp en bild av detta fornminne |
| Vättlösa 27:1              | Gravfält                         |              | Vättlösa, Västergötland |       | 58.520295, 13.493072 | 10210100270001 | Ladda upp en bild av detta fornminne |
| Vättlösa 28:1              | Stensättning                     |              | Vättlösa, Västergötland |       | 58.523517, 13.495104 | 10210100280001 | Ladda upp en bild av detta fornminne |
| Vättlösa 28:2              | Stensättning                     |              | Vättlösa, Västergötland |       | 58.523516, 13.494435 | 10210100280002 | Ladda upp en bild av detta fornminne |
| Vättlösa 29:1              | Stensättning                     |              | Vättlösa, Västergötland |       | 58.515112, 13.513337 | 10210100290001 | Ladda upp en bild av detta fornminne |
| Vättlösa 30:1              | Gravfält                         |              | Vättlösa, Västergötland |       | 58.496544, 13.483669 | 10210100300001 | Ladda upp en bild av detta fornminne |
| Vättlösa 31:1              | Stensättning                     |              | Vättlösa, Västergötland |       | 58.503893, 13.489510 | 10210100310001 | Ladda upp en bild av detta fornminne |
| Korsbacken (Vättlösa 35:1) | Stenkrets                        |              | Vättlösa, Västergötland |       | 58.507902, 13.504135 | 10210100350001 | Ladda upp en bild av detta fornminne |
| Korsbacken (Vättlösa 35:2) | Grav markerad av sten/block      |              | Vättlösa, Västergötland |       | 58.507941, 13.503772 | 10210100350002 | Ladda upp en bild av detta fornminne |
| Korsbacken (Vättlösa 35:3) | Grav markerad av sten/block      |              | Vättlösa, Västergötland |       | 58.508035, 13.504076 | 10210100350003 | Ladda upp en bild av detta fornminne |
| Korsbacken (Vättlösa 35:4) | Stensättning                     |              | Vättlösa, Västergötland |       | 58.508188, 13.504050 | 10210100350004 | Ladda upp en bild av detta fornminne |
| Vättlösa 69:1              | Ristning, medeltid/historisk tid |              | Vättlösa, Västergötland |       | 58.509935, 13.494938 | 10210100690001 | Ladda upp en bild av detta fornminne |
| Vättlösa 127:1             | Stensättning                     |              | Vättlösa, Västergötland |       | 58.518680, 13.522508 | 10210101270001 | Ladda upp en bild av detta fornminne |
| Vättlösa 142:1             | Stensättning                     |              | Vättlösa, Västergötland |       | 58.524757, 13.484090 | 10210101420001 | Ladda upp en bild av detta fornminne |
| Vättlösa 146:1             | Hällristning                     |              | Vättlösa, Västergötland |       | 58.521073, 13.496228 | 10210101460001 | Ladda upp en bild av detta fornminne |
| Vättlösa 156:1             | Hällristning                     |              | Vättlösa, Västergötland |       | 58.476408, 13.611812 | 10210101560001 | Ladda upp en bild av detta fornminne |

## Österplana
| Namn                           | Lämningstyp    | Tillkomsttid | Historisk indelning       | Plats | Läge                 | ID-nr          | Bild                                 |
| ------------------------------ | -------------- | ------------ | ------------------------- | ----- | -------------------- | -------------- | ------------------------------------ |
| Österplana 12:1                | Stenkammargrav |              | Österplana, Västergötland |       | 58.574437, 13.429520 | 10211100120001 | Ladda upp en bild av detta fornminne |
| Österplana 13:1                | Röse           |              | Österplana, Västergötland |       | 58.558683, 13.406730 | 10211100130001 | Ladda upp en bild av detta fornminne |
| Österplana 13:2                | Röse           |              | Österplana, Västergötland |       | 58.558092, 13.406671 | 10211100130002 | Ladda upp en bild av detta fornminne |
| Österplana 14:1                | Stenkammargrav |              | Österplana, Västergötland |       | 58.569032, 13.418487 | 10211100140001 | Ladda upp en bild av detta fornminne |
| Österplana 16:1                | Stenkammargrav |              | Österplana, Västergötland |       | 58.566903, 13.404467 | 10211100160001 | Ladda upp en bild av detta fornminne |
| Österplana 17:1                | Stenkammargrav |              | Österplana, Västergötland |       | 58.563835, 13.400799 | 10211100170001 | Ladda upp en bild av detta fornminne |
| Österplana 18:1                | Stenkammargrav |              | Österplana, Västergötland |       | 58.563135, 13.400529 | 10211100180001 | Ladda upp en bild av detta fornminne |
| Österplana 18:2                | Stensättning   |              | Österplana, Västergötland |       | 58.563143, 13.400322 | 10211100180002 | Ladda upp en bild av detta fornminne |
| Österplana 18:3                | Stensättning   |              | Österplana, Västergötland |       | 58.563110, 13.400057 | 10211100180003 | Ladda upp en bild av detta fornminne |
| Österplana 18:4                | Stensättning   |              | Österplana, Västergötland |       | 58.563053, 13.399828 | 10211100180004 | Ladda upp en bild av detta fornminne |
| Österplana 19:1                | Stenkammargrav |              | Österplana, Västergötland |       | 58.591725, 13.438389 | 10211100190001 | Ladda upp en bild av detta fornminne |
| Österplana 24:1                | Stenkammargrav |              | Österplana, Västergötland |       | 58.565288, 13.396341 | 10211100240001 | Ladda upp en bild av detta fornminne |
| Österplana 36:1                | Kyrka/kapell   |              | Österplana, Västergötland |       | 58.574987, 13.422150 | 10211100360001 | Ladda upp en bild av detta fornminne |
| Jättehuvudet (Österplana 41:1) | Fornborg       |              | Österplana, Västergötland |       | 58.594506, 13.404096 | 10211100410001 | Ladda upp en bild av detta fornminne |